# Necdet Kaba
Necdet Kaba (* 5. Mai 1985 in Vakfıkebir) ist ein türkischer Fußballspieler.

## Karriere
Kaba begann 1997 in der Jugend von Trabzon İl Özel İdaresi SK mit dem Vereinsfußball und wechselte 2002 in die Jugendabteilung von Akçaabat Sebatspor. 2006 wurde er hier mit einem Profivertrag ausgestattet und anschließend in die Profimannschaft aufgenommen. In der ersten Saison bei den Profis kam er regelmäßig als Ersatzspieler zu Spieleinsätzen. Nachdem der Verein zum Sommer 2007 in die TFF 3. Lig abgestiegen war, erkämpfte sich Kaba in der zweiten Saison auf Anhieb einen Stammplatz.
Zum Sommer 2008 wechselte er  zum Erstligisten Trabzonspor. Nachdem er hier am Saisonvorbereitungscamp teilgenommen hatte, wurde er zum Saisonstart an die Zweitmannschaft Trabzon Karadenizspor ausgeliehen.
2009 verließ er Trabzonspor wieder und spielte der Reihe nach für Bugsaş Spor und İstanbul Güngörenspor. Zur Saison 2012/13 wechselte Kaba dann zum Drittligisten Fethiyespor. Hier erreichte er mit der Mannschaft den Playoffsieg der TFF 2. Lig und damit den Aufstieg in die TFF 1. Lig. Nach diesem Erfolg verließ er den Verein Richtung Drittligist Yeni Malatyaspor. Weitere, meist kurzfristige Stationen folgten, mit der Ausnahme von Altay İzmir, wo Kaba von 2016 bis 2019 spielte. Nach über einem Jahr ohne Verein hatte er 2021 mit Sebat Gençlikspor wieder einen Verein gefunden.

## Erfolge
Mit Fethiyespor
- Playoffsieger der TFF 2. Lig und Aufstieg in die TFF 1. Lig: 2012/13

Mit Altay İzmir
- Play-off-Sieger der TFF 3. Lig und Aufstieg in die TFF 2. Lig: 2016/17
- Meister der TFF 2. Lig und Aufstieg in die TFF 1. Lig: 2017/18